# Mireia Belmonte
Mireia Belmonte García (Badalona, 10 de noviembre de 1990) es una deportista española que compite en natación, especialista en los estilos libre, mariposa y combinado.
Es la nadadora española más laureada de la historia: campeona olímpica en 2016, campeona mundial en piscina larga en 2017, siete veces campeona mundial en piscina corta y trece veces campeona de Europa (cuatro en piscina larga y nueve en corta).

## Trayectoria deportiva
Participó en cuatro Juegos Olímpicos de Verano, entre los años 2008 y 2020, obteniendo en total cuatro medallas, dos de plata en Londres 2012, en las pruebas de 800 m libre y 200 m mariposa, y dos en Río de Janeiro 2016, oro en 200 m mariposa y bronce en 400 m estilos, aparte de dos cuartos lugares, en Río de Janeiro 2016 (800 m libre) y en Tokio 2020 (400 m estilos).
Ganó seis medallas en el Campeonato Mundial de Natación, en los años 2013 y 2017, y diez medallas en el Campeonato Mundial de Natación en Piscina Corta entre los años 2008 y 2014. Además, obtuvo trece medallas en el Campeonato Europeo de Natación entre los años 2008 y 2016, y once medallas en el Campeonato Europeo de Natación en Piscina Corta entre los años 2007 y 2013.
Posee las plusmarcas mundiales en piscina corta de los 800 m libre (7:59,34, desde agosto de 2013), los 200 m mariposa (1:59,61, desde diciembre de 2014) y los 400 m estilos (4:18,94, desde agosto de 2017). Asimismo, estableció nuevas plusmarcas mundiales en piscina corta en las pruebas de 400 m libre y 1500 m libre.
Fue, junto con el piragüista Saúl Craviotto, la abanderada española en la ceremonia de apertura de los Juegos Olímpicos de Tokio 2020.
Tras su participación en los Juegos Olímpicos de Tokio 2024, Mireia Belmonte continuó compitiendo a nivel nacional e internacional. En 2024, intentó clasificarse para los Juegos Olímpicos de París, pero no logó la marca mínima en los 400 metros libre durante el Open de España de Natación en Palma de Mallorca, quedando fuera de la cita olímpica.
En diciembre de 2024, participó por primera vez en la Copa Nadal de natación en aguas abiertas en Port Vell de Barcelona, donde obtuvo la victoria.
En junio de 2025, se inscribió en tres pruebas del Campeonato de España en Palma, buscando un billete para los Mundiales de Singapur.
Perteneció al Club Natación Fuensanta de la Universidad Católica San Antonio de Murcia, donde estudió el grado en Publicidad y Relaciones Públicas. Fue condecorada con el Premio Nacional del Deporte a la «Mejor deportista española del año» en 2013, nombrada «Atleta del año» por el COE en 2014 y distinguida con la medalla de oro de la Real Orden del Mérito Deportivo en 2015.

## Palmarés internacional
| Juegos Olímpicos                    | Juegos Olímpicos         | Juegos Olímpicos  | Juegos Olímpicos |
| Año                                 | Lugar                    | Medalla           | Prueba           |
| ----------------------------------- | ------------------------ | ----------------- | ---------------- |
| 2012                                | Londres (Reino Unido)    | Medalla de plata  | 800 m libre      |
| 2012                                | Londres (Reino Unido)    | Medalla de plata  | 200 m mariposa   |
| 2016                                | Río de Janeiro (Brasil)  | Medalla de oro    | 200 m mariposa   |
| 2016                                | Río de Janeiro (Brasil)  | Medalla de bronce | 400 m estilos    |
| Campeonato Mundial                  |                          |                   |                  |
| Año                                 | Lugar                    | Medalla           | Prueba           |
| 2013                                | Barcelona (España)       | Medalla de plata  | 200 m mariposa   |
| 2013                                | Barcelona (España)       | Medalla de plata  | 400 m estilos    |
| 2013                                | Barcelona (España)       | Medalla de bronce | 200 m estilos    |
| 2017                                | Budapest (Hungría)       | Medalla de oro    | 200 m mariposa   |
| 2017                                | Budapest (Hungría)       | Medalla de plata  | 1500 m libre     |
| 2017                                | Budapest (Hungría)       | Medalla de plata  | 400 m estilos    |
| Campeonato Mundial en Piscina Corta |                          |                   |                  |
| Año                                 | Lugar                    | Medalla           | Prueba           |
| 2008                                | Mánchester (Reino Unido) | Medalla de plata  | 200 m estilos    |
| 2008                                | Mánchester (Reino Unido) | Medalla de bronce | 400 m estilos    |
| 2010                                | Dubái (EAU)              | Medalla de oro    | 200 m mariposa   |
| 2010                                | Dubái (EAU)              | Medalla de oro    | 200 m estilos    |
| 2010                                | Dubái (EAU)              | Medalla de oro    | 400 m estilos    |
| 2010                                | Dubái (EAU)              | Medalla de plata  | 800 m libre      |
| 2014                                | Doha (Catar)             | Medalla de oro    | 400 m libre      |
| 2014                                | Doha (Catar)             | Medalla de oro    | 800 m libre      |
| 2014                                | Doha (Catar)             | Medalla de oro    | 200 m mariposa   |
| 2014                                | Doha (Catar)             | Medalla de oro    | 400 m estilos    |
| Campeonato Europeo                  |                          |                   |                  |
| Año                                 | Lugar                    | Medalla           | Prueba           |
| 2008                                | Eindhoven (Países Bajos) | Medalla de oro    | 200 m estilos    |
| 2008                                | Eindhoven (Países Bajos) | Medalla de bronce | 200 m mariposa   |
| 2012                                | Debrecen (Hungría)       | Medalla de oro    | 1500 m libre     |
| 2012                                | Debrecen (Hungría)       | Medalla de plata  | 400 m libre      |
| 2014                                | Berlín (Alemania)        | Medalla de oro    | 1500 m libre     |
| 2014                                | Berlín (Alemania)        | Medalla de oro    | 200 m mariposa   |
| 2014                                | Berlín (Alemania)        | Medalla de plata  | 800 m libre      |
| 2014                                | Berlín (Alemania)        | Medalla de plata  | 400 m estilos    |
| 2014                                | Berlín (Alemania)        | Medalla de bronce | 400 m libre      |
| 2016                                | Londres (Reino Unido)    | Medalla de plata  | 1500 m libre     |
| 2016                                | Londres (Reino Unido)    | Medalla de plata  | 4 × 200 m libre  |
| 2016                                | Londres (Reino Unido)    | Medalla de bronce | 400 m libre      |
| Campeonato Europeo en Piscina Corta |                          |                   |                  |
| Año                                 | Lugar                    | Medalla           | Prueba           |
| 2007                                | Debrecen (Hungría)       | Medalla de plata  | 400 m estilos    |
| 2008                                | Rijeka (Croacia)         | Medalla de oro    | 400 m estilos    |
| 2009                                | Estambul (Turquía)       | Medalla de plata  | 400 m estilos    |
| 2011                                | Szczecin (Polonia)       | Medalla de oro    | 400 m libre      |
| 2011                                | Szczecin (Polonia)       | Medalla de oro    | 200 m mariposa   |
| 2011                                | Szczecin (Polonia)       | Medalla de oro    | 200 m estilos    |
| 2011                                | Szczecin (Polonia)       | Medalla de oro    | 400 m estilos    |
| 2013                                | Herning (Dinamarca)      | Medalla de oro    | 400 m libre      |
| 2013                                | Herning (Dinamarca)      | Medalla de oro    | 800 m libre      |
| 2013                                | Herning (Dinamarca)      | Medalla de oro    | 200 m mariposa   |
| 2013                                | Herning (Dinamarca)      | Medalla de oro    | 400 m estilos    |

| Campeonato Europeo | Campeonato Europeo | Campeonato Europeo | Campeonato Europeo |
| Año                | Lugar              | Medalla            | Prueba             |
| ------------------ | ------------------ | ------------------ | ------------------ |
| 2014               | Berlín (Alemania)  | Medalla de bronce  | 5 km               |

## Mejores marcas personales

### Piscina larga
| Evento         | Tiempo   | Lugar                     | Fecha                   |
| -------------- | -------- | ------------------------- | ----------------------- |
| 50 m libre     | 27,56    | Montpellier, Francia      | 11 de marzo de 2011     |
| 100 m libre    | 57,90    | Montpellier, Francia      | 12 de marzo de 2011     |
| 200 m libre    | 1:57,58  | Málaga, España            | 30 de marzo de 2012     |
| 400 m libre    | 4:03,84  | Palma de Mallorca, España | 13 de abril de 2014     |
| 800 m libre    | 8:18,55  | Río de Janeiro, Brasil    | 12 de agosto de 2016    |
| 1500 m libre   | 15:50,89 | Budapest, Hungría         | 25 de julio de 2017     |
| 50 m espalda   | 30,65    | Gijón, España             | 21 de mayo de 2011      |
| 100 m espalda  | 1:05,70  | Marsella, Francia         | 9 de marzo de 2014      |
| 200 m espalda  | 2:14,37  | Ámsterdam, Países Bajos   | 13 de diciembre de 2015 |
| 50 m braza     | 36,29    | Manresa, España           | 7 de julio de 2012      |
| 100 m braza    | 1:15,86  | Palma de Mallorca, España | 2 de mayo de 2015       |
| 200 m braza    | 2:36,36  | Barcelona, España         | 28 de mayo de 2011      |
| 50 m mariposa  | 28,00    | Barcelona, España         | 29 de julio de 2013     |
| 100 m mariposa | 59,75    | Londres, Reino Unido      | 1 de agosto de 2012     |
| 200 m mariposa | 2:04,78  | Barcelona, España         | 1 de agosto de 2013     |
| 200 m estilos  | 2:09,45  | Barcelona, España         | 29 de julio de 2013     |
| 400 m estilos  | 4:31,21  | Barcelona, España         | 4 de agosto de 2013     |

### Piscina corta
| Evento         | Tiempo   | Lugar                   | Fecha                   |
| -------------- | -------- | ----------------------- | ----------------------- |
| 50 m libre     | 25,63    | Compiègne, Francia      | 24 de noviembre de 2013 |
| 100 m libre    | 54,92    | Sabadell, España        | 9 de abril de 2011      |
| 200 m libre    | 1:55,33  | Madrid, España          | 17 de diciembre de 2011 |
| 400 m libre    | 3:54,52  | Berlín, Alemania        | 11 de agosto de 2013    |
| 800 m libre    | 7:59,34  | Berlín, Alemania        | 10 de agosto de 2013    |
| 1500 m libre   | 15:19,71 | Sabadell, España        | 12 de diciembre de 2014 |
| 50 m espalda   | 31,03    | Barcelona, España       | 12 de noviembre de 2011 |
| 100 m espalda  | 1:03,93  | Barcelona, España       | 12 de noviembre de 2011 |
| 200 m espalda  | 2:11,82  | Moscú, Rusia            | 4 de octubre de 2014    |
| 50 m braza     | 33,72    | Dubái, EAU              | 19 de diciembre de 2010 |
| 100 m braza    | 1:11,13  | Dubái, EAU              | 19 de diciembre de 2010 |
| 200 m braza    | 2:26,53  | Dubái, EAU              | 19 de diciembre de 2010 |
| 50 m mariposa  | 27,75    | Doha, Catar             | 3 de diciembre de 2014  |
| 100 m mariposa | 58,24    | Doha, Catar             | 3 de diciembre de 2014  |
| 200 m mariposa | 1:59,61  | Doha, Catar             | 3 de diciembre de 2014  |
| 100 m estilos  | 1:00,80  | Sabadell, España        | 9 de abril de 2011      |
| 200 m estilos  | 2:05,73  | Dubái, EAU              | 18 de diciembre de 2010 |
| 400 m estilos  | 4:18,94  | Eindhoven, Países Bajos | 12 de agosto de 2017    |

## Plusmarcas mundiales
| Evento                         | Tiempo  | Fecha                  | Lugar                    |
| ------------------------------ | ------- | ---------------------- | ------------------------ |
| 200 m mariposa (piscina corta) | 1:59,61 | 3 de diciembre de 2014 | Doha (Catar)             |
| 400 m estilos (piscina corta)  | 4:18,94 | 12 de agosto de 2017   | Eindhoven (Países Bajos) |
| 800 m libre (piscina corta)    | 7:59,34 | 10 de agosto de 2013   | Berlín (Alemania)        |

## Condecoraciones
| Distinción                                                      | Año  |
| --------------------------------------------------------------- | ---- |
| Medalla de Oro - Real Orden del Mérito Deportivo                | 2015 |
| Medalla de Plata - Real Orden del Mérito Deportivo              | 2013 |
| Premio Nacional del Deporte «Mejor deportista española del año» | 2013 |